# Knežci
Knežci su naselje u Republici Hrvatskoj u Požeško-slavonskoj županiji, u sastavu grada Pleternice.

## Zemljopis
Knežci su smješteni oko 10 km istočno od Pleternice,  susjedna naselja su Zarilac na zapadu, Ciglenik na sjeveru te Mali Bilač i Tulnik na jugu.

## Stanovništvo
Prema popisu stanovništva iz 2011. godine Knežci su imali 61 stanovnika.
| broj stanovnika | 98    | 98    | 86    | 110   | 135   | 146   | 147   | 182   | 171   | 169   | 166   | 131   | 113   | 93    | 78    | 61    | 50    |
|                 | 1857. | 1869. | 1880. | 1890. | 1900. | 1910. | 1921. | 1931. | 1948. | 1953. | 1961. | 1971. | 1981. | 1991. | 2001. | 2011. | 2021. |